# Arans
Arans é uma localidade de Andorra, situada na Paróquia de Ordino. Situada a 1.385 metros de altitude, sua população em junho de 2024 foi estimada em 247 habitantes.
Possui um núcleo antigo que, no início do século XX, contava com apenas três casas habitadas e formava um distrito junto com La Cortinada.